# Architekturkritik
Architekturkritik ist ein Teilaspekt der Kunstkritik und beschäftigt sich mit der Beurteilung von Architektur. Besonders die Auseinandersetzung mit zeitgenössischer Architektur ist ein Wesensmerkmal der Architekturkritik.

## Inhalte

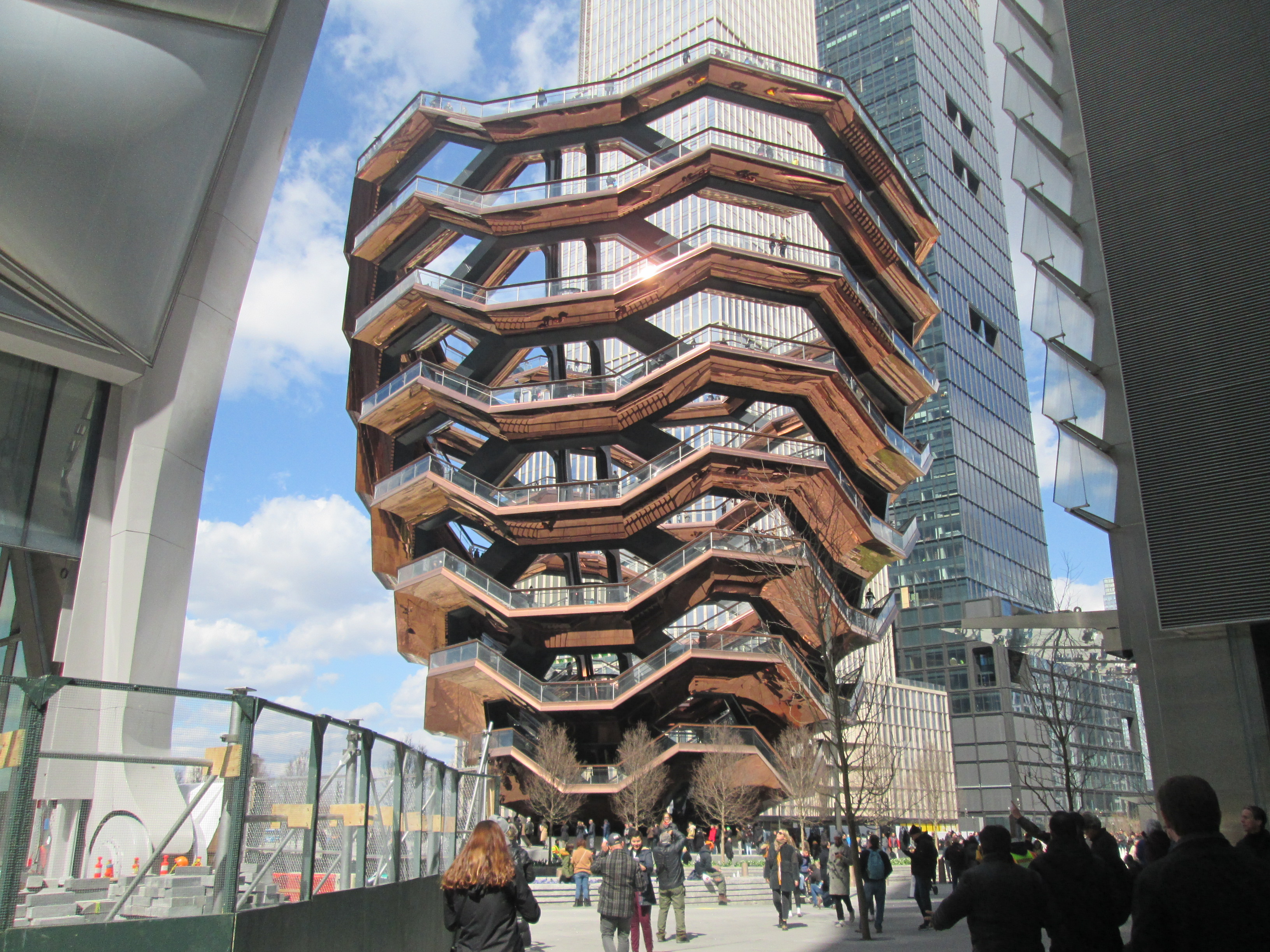
Zu den kontroversesten Bauwerken der Gegenwart zählt Thomas Heatherwicks Skulptur Vessel (2019, New York City). Kritiker hatten von Anfang an davor gewarnt, dass das Design zu Suizidversuchen einlade.

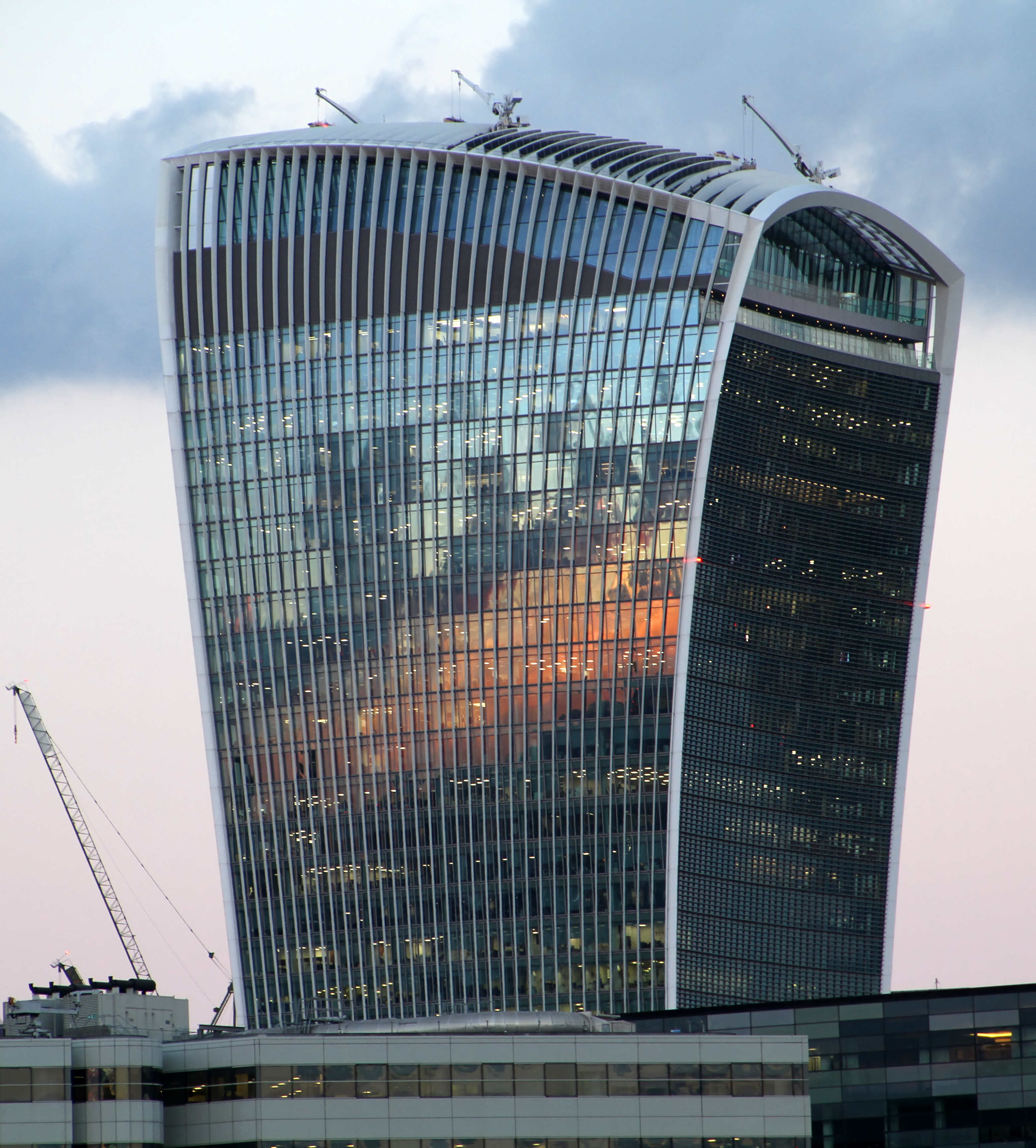
Ein weiteres vielkritisiertes Bauwerk ist 20 Fenchurch Street in London (2014). Aufgrund der konkaven Krümmung der Glasfassade tritt in der Umgebung des Hochhauses Reflexionslicht stark gebündelt auf und verursacht, etwa an geparkten PKWs, immer wieder Hitzeschäden.

Ein Ziel der Architekturkritik ist, die Ursachen der Fehlleistungen von Architektur aufzuzeigen.
Architekturkritik ist eine Methode der Auseinandersetzung. Unter dem Aspekt von „Unterscheiden und Infragestellen“ wird die gebaute Umwelt beurteilt.
Philosophisch gesehen erfolgt die Kritik:
1. subjektiv, nach persönlichem Geschmack und Empfinden und wird
2. objektiv begründet durch Anwendung gesicherter, messbarer Prinzipien um den Wert (oder Unwert) einer Bauform zu erkennen.

Ziel ist es also, aufgrund dieser beiden Möglichkeiten eine argumentative Position zu finden.

## Kriterien
Die Kriterien der Architekturkritik werden von der Architekturtheorie formuliert. Nach Vitruv sind die drei Hauptanforderungen an die Architektur: Firmitas (Festigkeit), Utilitas (Nützlichkeit) und Venustas (Schönheit). Dabei muss allen drei Kategorien gleichermaßen und gleichwertig Rechnung getragen werden.
- Siehe auch: Abschnitt Wichtige Themen des Lemmas Architektur

## Geschichte
Historische Repräsentationsarchitektur, wie zum Beispiel der Parthenon oder gotische Kathedralen, wurde von Baumeistern und anonymen Handwerkern geschaffen.
Mit dem Humanismus taucht eine neue Konzeption der Architektur als "Freie Kunst" auf und bildet einen neuen Typus: Der Architekt als Künstler, der mit seinem Bauentwurf ästhetischer Mittler für die Wünsche seiner Bauherrschaft wird. Geschichtlich gesehen vertraten Architekt und Bauherr dieselben Wertvorstellungen und damit die Grundlagen der gesamten Repräsentations-Architektur. Wer durch Geburt und (oder) Vermögen privilegiert war, vergrößerte sein Ansehen durch das des Architekten. Umgekehrt bedeutete es – da die Anerkennung eines Kunstwerkes allein von den Herrschenden abhing – für den Architekten gesellschaftlichen Aufstieg, Erfolg und weitere Aufträge. Dieser Kontext bildete die Basis für das Mäzenatentum. Kritik war hier völlig überflüssig, denn man war entweder "in" oder "out".
Im 19. Jahrhundert wandelte sich die Architektur durch den technischen Fortschritt und die Ingenieurwissenschaften: die Spaltung von Entwurf und Bautechnik. Die meisten Architekten schufen weiter Szenarien für den großbürgerlichen Zeitgeschmack, unfähig zur Synthese, setzten sie alles daran, die neuen Eisenkonstruktionen hinter monumentalen Fassaden zu verbergen und reduzierten
sich so auf die angreifbare Funktion eines "Stylisten". Die Theorie des "Schönen" wurde auf ein System von Regeln reduziert und wer dem nicht entsprach, war kritisierbar.

## Bekannte Architekturkritiker
Siehe auch: Comité Internacional de Críticos de Arquitectura
- Adolf Arndt, Jurist und Politiker der SPD
- Wolfgang Bachmann (* 1951), Baumeister
- Dieter Bartetzko (1949–2015), Frankfurter Allgemeine Zeitung
- Ulrich Conrads (1923–2013), Bauwelt
- Ingeborg Flagge (1942–2024), der architekt
- Ada Louise Huxtable (1921–2013), The New York Times
- Jane Jacobs (1916–2006)
- Léon Krier (1946–2025)
- Karin Leydecker (1954–2020)
- Gerhard Matzig (* 1963), Süddeutsche Zeitung
- Annette Menting (* 1965)
- Vera Purtscher (* 1961), Die Presse
- Hanno Rauterberg (* 1967), Die Zeit
- Manfred Sack (1928–2014), Die Zeit
- Nikos Salingaros (* 1952)
- Kate Wagner, Journalistin und einflussreiche Bloggerin (McMansion Hell)[4][5]

## Auszeichnungen
- BDA-Preis für Architekturkritik